# Oncidium gardneri

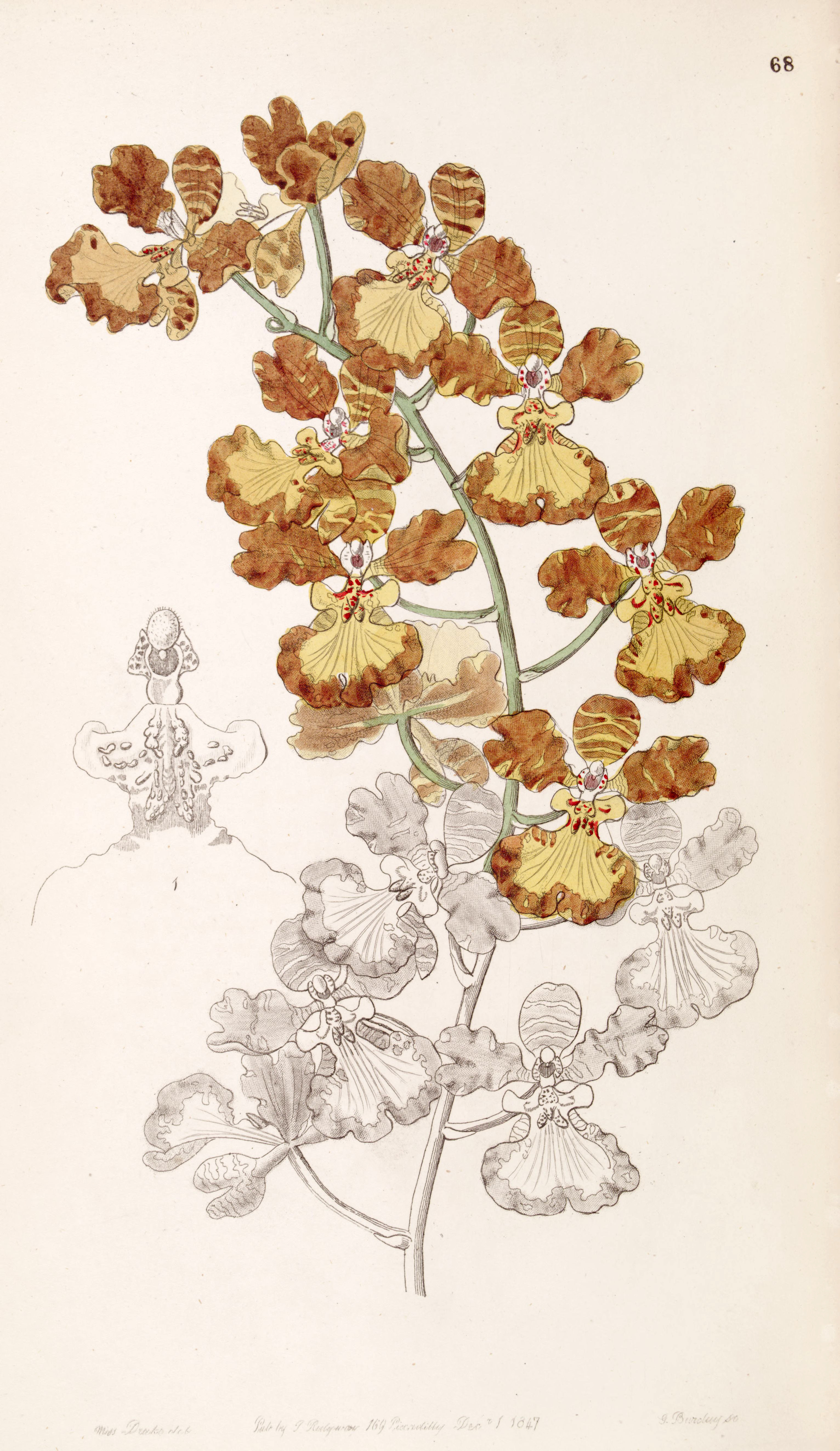
Oncidium gardneri

Oncidium gardneri é uma espécie epífita com pseudobulbos ovóides e comprimidos lateralmente e com 5 centímetros de altura, portando duas ou três folhas lanceoladas e de consistência meio áspera. Inflorescências que surgem da base dos pseudobulbos são ramificadas com 20 centímetros de altura e portando de dez a quinze flores. Flor de 3 centímetros de diâmetro com pétalas e sépalas de cor castanha, com máculas amarelas. Labelo vistoso com lóbulo central amarelo-brilhante, pontilhado de cor castanha nas suas bordas. Floresce na primavera.